# Vue de Bracciano
Vue de Bracciano est un tableau peint à l'huile sur toile par l'artiste flamand Paul Bril au début des années 1620. Il est conservé depuis 2007 à la Galerie d'art d'Australie-Méridionale, à Adélaïde,.

## Description
Le tableau est une vue de Bracciano, une petite ville qui fait aujourd'hui partie de la région italienne du Latium (à l'époque de Bril, dans les États pontificaux), à 30 km au nord-ouest de Rome.
À l'avant-plan, une voiture tirée par six chevaux et suivie de deux chiens se dirige vers un château dominant une petite ville. Trois roturiers ont enlevé leur chapeau au passage de la voiture, tandis qu'un berger s'appuie sur son bâton. Depuis la voiture, située dans le coin inférieur droit, la route serpente en diagonale vers la ville, qui surplombe le lac de gauche à droite. Les représentations topographiques comme la Vue de Bracciano sont rares chez Bril.

## Historique
Bril a achevé cette œuvre dans les années 1620,, lors de son séjour en Italie, où il est probablement arrivé en 1582 et est devenu « peut-être le peintre de paysages le plus populaire de Rome à la fin du XVIe et au début du XVIIe siècle ».